# Khandah
Khandah är ett kurdiskt flicknamn som på urdu betyder leende (مسکراہٹ).